# Ndoba
Ndoba est un roi (mwami) du Rwanda qui régna à la fin du XIVe siècle et au début du XVe siècle, après Ndahiro I Ruyange. Il serait mort vers 1410 (+ ou - 18 ans).
Samembe lui succéda.